# Hersilia albinota
Hersilia albinota är en spindelart som beskrevs av Baehr 1993. Hersilia albinota ingår i släktet Hersilia och familjen Hersiliidae. Inga underarter finns listade i Catalogue of Life.